# زكاة المال
الأموال الزكوية أو: الأموال التي تجب فيها الزكاة، أو: زكاة المال، بمعنى: الزكاة المفروضة في الأموال، أو: الزكاة الواجبة فيما يملك من الأموال، بقدر معلوم يصرف في مصارف الزكاة للمستحقين، قال الله تعالى: ﴿وَالَّذِينَ فِي أَمْوَالِهِمْ حَقٌّ مَعْلُومٌ ۝٢٤ لِلسَّائِلِ وَالْمَحْرُومِ ۝٢٥﴾. والأموال جمع مال، والمال في اللغة: كل ما يتمول أو يملك، والأموال الزكوية مصطلح فقهي لتصنيف أجناس الأموال التي تجب فيها الزكاة. فالأشياء التي تلزم فيها الزكاة إما في مال أو بدن، والمقصود بالبدن زكاة الفطر. والمقصود بالمال: ما عدا زكاة الفطر، من أجناس الأموال التي تجب فيها الزكاة، سواء كانت نقدا أو عرضا أو متقوما، وتكون الزكاة المفروضة في المال الزكوي في أموال مخصوصة حددها الشرع، وتشمل: النقد: (زكاة الذهب)، و(زكاة الفضة)، و(زكاة الركاز)، و(زكاة المعدن)، و(زكاة الحلي) وفيه تفاصيل، وزكاة التجارة، وفي المعشرات: (زكاة الزروع)، و(زكاة الثمار)، وزكاة السائمة من المواشي: (زكاة الإبل)، و(زكاة البقر)، و(زكاة الغنم)، وزكاة الخيل عند البعض، وزكاة الفلوس والعملات المعدنية، والورقية. وتختص أموال الزكاة بكونها: مقادير مالية محددة، بمعايير مخصوصة حددها الشرع الإسلامي، بقدر من المال يطلب اخراجه منها للمستحقين.

## تعريف المال
المال في اللغة: ما له قيمة، أو ما يملك من جميع الأشياء، قال ابن الأثير: المال في الأصل ما يملك من الذهب والفضة ثم أطلق على كل ما يقتنى ويملك من الأعيان، وأكثر ما يطلق المال عند العرب على الإبل لأنها كانت أكثر أموالهم.
مال الزكاة بالمعنى الشرعي أي: الذي تجب فيه الزكاة هو: الذي يملك من الأموال التي حددها الشرع من النقد والعرض والمواشي والنبات، بمعايير مخصوصة.
ذكر في البحر الرائق ما روي عن محمد بن الحسن أن المال: كل ما يتملكه الناس من نقد وعروض وحيوان وغير ذلك، إلا أنه يتبادر في العرف من اسم المال: النقد أي: الذهب والفضة، والعروض. وذكر ابن عابدين في باب زكاة المال: أن المراد بالمال: غير السائمة لأن زكاتها غير مقدرة به.

## شروط وجوب زكاة المال
يشترط في وجوب زكاة المال: أن يكون المزكي يمتلك نصاب الزكاة والمعروف أن النصاب هو 85غرام من الذهب أو 595غرام من الفضة أو ما يعادلها من العملات النقدية أو من
الأنعام وهي الإبل ونصابها أن تكون خمسا من الإبل ويشترط ان تكون سائمة، وفي حديث معاذ: «صدقة تؤخذ من أغنيائهم فترد في فقرائهم» يعني: تؤخذ من أغنياء المسلمين، وتدفع لمستحقيهم، كما يشترط في المزكي إمكانية الملك، فلا زكاة على الرقيق (العبد المملوك)؛ لعدم الملك.
يشترط في المال الذي تجب فيه الزكاة: أن يكون معينا، فلا زكاة في المال الموقوف على جهة عامة كالفقراء، أما الموقوف على أشخاص معينين؛ ففيه الزكاة. ويشترط تمام الملك، فلا زكاة في الملك الناقص، مثل: مال الكتابة. 

## دليل وجوب زكاة المال
لوجوب زكاة المال أدلة من الكتاب والسنة والإجماع، فمن الكتاب قول الله تعالى: ﴿خذ من أموالهم صدقة..﴾  قال الشافعي: «وإنما أمره أن يأخذ منهم ما أوجب عليهم». قال ابن كثير في تفسير الآية: «أمر الله تعالى رسوله صلى الله عليه وسلم بأن يأخذ من أموالهم صدقة يطهرهم ويزكيهم بها، وهذا عام وإن أعاد بعضهم الضمير في "أموالهم" إلى الذين اعترفوا بذنوبهم وخلطوا عملا صالحا وآخر سيئا؛ ولهذا اعتقد بعض مانعي الزكاة من أحياء العرب أن دفع الزكاة إلى الإمام لا يكون، وإنما كان هذا خاصا برسول الله صلى الله عليه وسلم؛ ولهذا احتجوا بقوله تعالى : ﴿خذ من أموالهم صدقة تطهرهم وتزكيهم بها وصل عليهم إن صلاتك سكن لهم﴾ وقد رد عليهم هذا التأويل والفهم الفاسد: الصديق أبو بكر وسائر الصحابة، وقاتلوهم حتى أدوا الزكاة إلى الخليفة، كما كانوا يؤدونها إلى رسول الله صلى الله عليه وسلم، حتى قال الصديق: "والله لو منعوني عقالا -وفي رواية: عناقا- يؤدونه إلى رسول الله صلى الله عليه وسلم لأقاتلنهم على منعه"».
قال الله تعالى:
﴿والذين يكنزون الذهب والفضة ولا ينفقونها في سبيل الله فبشرهم بعذاب أليم، يوم يحمى عليها في نار جهنم فتكوى بها جباههم وجنوبهم وظهورهم هذا ما كنزتم لأنفسكم فذوقوا ما كنتم تكنزون﴾ التوبة 34 و35
وقال تعالى: ﴿وَلَا يَحْسَبَنَّ الَّذِينَ يَبْخَلُونَ بِمَا آتَاهُمُ اللَّهُ مِنْ فَضْلِهِ هُوَ خَيْرًا لَهُمْ بَلْ هُوَ شَرٌّ لَهُمْ سَيُطَوَّقُونَ مَا بَخِلُوا بِهِ يَوْمَ الْقِيَامَةِ وَلِلَّهِ مِيرَاثُ السَّمَاوَاتِ وَالْأَرْضِ وَاللَّهُ بِمَا تَعْمَلُونَ خَبِيرٌ ۝١٨٠﴾ [آل عمران:180]
قال الشافعي: «فأبان الله عز وجل في هاتين الآيتين فرض الزكاة؛ لأنه إنما عاقب على منع ما أوجب، وأبان أن في الذهب، والفضة الزكاة. قال: قول الله عز وجل: ﴿ولا ينفقونها في سبيل الله﴾ يعني والله تعالى أعلم في سبيله الذي فرض من الزكاة وغيرها».

### البخل بالمال
البخل بالمال عدم إنفاقه، وفي الزكاة: عدم إخراج الزكاة الواجبة، قال تعالى: ﴿وَلَا يَحْسَبَنَّ الَّذِينَ يَبْخَلُونَ بِمَا آتَاهُمُ اللَّهُ مِنْ فَضْلِهِ هُوَ خَيْرًا لَهُمْ بَلْ هُوَ شَرٌّ لَهُمْ سَيُطَوَّقُونَ مَا بَخِلُوا بِهِ يَوْمَ الْقِيَامَةِ وَلِلَّهِ مِيرَاثُ السَّمَاوَاتِ وَالْأَرْضِ وَاللَّهُ بِمَا تَعْمَلُونَ خَبِيرٌ ۝١٨٠﴾.
قال الطبري في تفسير الآية:
«ولا تحسبن، يا محمد، بخل الذين يبخلون بما أعطاهم الله في الدنيا من الأموال، فلا يخرجون منه حق الله الذي فرضه عليهم فيه من الزكوات، هو خيرًا لهم عند الله يوم القيامة، بل هو شر لهم عنده في الآخرة».
وقال أيضا:
«معني بـ(البخل) في هذا الموضع، منع الزكاة، لتظاهر الأخبار عن رسول الله صلى الله عليه وسلم أنه تأوَّل قوله: ﴿سَيُطَوَّقُونَ مَا بَخِلُوا بِهِ يَوْمَ الْقِيَامَة﴾ِ قال: "البخيل الذي منع حق الله منه، أنه يصير ثعبانًا في عنقه"، ولقول الله عقيب هذه الآية: ﴿لَقَدْ سَمِعَ اللَّهُ قَوْلَ الَّذِينَ قَالُوا إِنَّ اللَّهَ فَقِيرٌ وَنَحْنُ أَغْنِيَاءُ﴾، فوصف جل ثناؤه قول المشركين من اليهود الذين زعموا عند أمر الله إياهم بالزكاة أن الله فقيرٌ».
ومعنى: ﴿سيطوقون ما بخلوا به يوم القيامة﴾
«سيجعل الله ما بخل به المانعون الزكاةَ، طوقًا في أعناقهم كهيئة الأطواق المعروفة»
وفي الحديث:
«عن أبي قزعة حجر بن بيان قال: قال رسول الله ﷺ: "ما من ذي رحم يأتي ذا رحمِه فيسأله من فضل أعطاه الله إياه، فيبخل به عليه، إلا أخرج له يوم القيامة شجاع من النار يتلمظ حتى يطوِّقه". ثم قرأ: ﴿ولا تحسبن الذين يبخلون بما آتاهم الله من فضله..﴾ حتى انتهى إلى قوله: "سيطوَّقون ما بخلوا به يوم القيامة".
«عن بهز بن حكيم بن معاوية بن حيدة، عن أبيه. عن جده قال: سمعت نبي الله صلى الله عليه وسلم يقول: "لا يأتي رجل مولاه فيسأله من فضل مال عنده، فيمنعه إياه، إلا دُعِيَ له يوم القيامة شجاعٌ يتلمَّظ فضله الذي منع».
«عن عبدالله بن مسعود قال: ثعبان ينقر رأس أحدهم، يقول: أنا مالك الذي بخلت به»
عن أبي إسحاق قال، سمعت أبا وائل يحدّث: أنه سمع عبدالله قال في هذه الآية قال: "شجاع يلتوي برأس أحدهم". وفي رواية أخرى: "شجاع أسود".
عن ابن مسعود قال: "يجيء ماله يوم القيامة ثعبانًا، فينقر رأسه فيقول: أنا مالك الذي بخلت به، فينطوي على عنقه".
«عن ابن مسعود قال: قال رسول الله صلى الله عليه وسلم: ما من أحد لا يؤدي زكاة ماله، إلا مثَل له شجاع أقرع يطوقه». ثم قرأ علينا رسول الله صلى الله عليه وسلم: ﴿ولا تحسبن الذين يبخلون بما آتاهم الله من فضله هو خيرًا لهم..﴾ الآية.
قال حدثنا أسباط، عن السدي: أمّا ﴿سيطوقون ما بخلوا به﴾؛ فإنه يُجعل ماله يوم القيامة شجاعًا أقرع يطوِّقه، فيأخذ بعنقه، فيتبعه حتى يقذفه في النار.
عن أبي وائل قال: هو الرجل الذي يرزقه الله مالا فيمنع قرابته الحق الذي جعل الله لهم في ماله، فيُجْعل حية فيطوَّقها، فيقول: ما لي ولك فيقول: أنا مالك
عن مسروق قال: سألت ابن مسعود عن الأية قال: يطوقون شجاعًا أقرع ينهش رأسه
وقال آخرون: معنى ذلك: "سيطوقون ما بخلوا به يوم القيامة"، فيجعل في أعناقهم طوقًا من نار».

## النصاب
النصاب في زكاة المال، أحد شروط وجوب زكاة المال، وهو: بلوغ مال الزكاة قدرا معلوما، في الابتداء، لوجوب الزكاة فيه، وتجب الزكاة فيما زاد بحسابه في بعض الأموال، وببلوغ الزائد قدرا معلوما في البعض الآخر.

### نصاب الذهب والفضة
نصاب الذهب عشرون مثقالا من الذهب الخالص، وفيه ربع العشر، ففي عشرين مثقالا نصف مثقال.
نصاب الفضة خمس أواق، وكل أوقية أربعون درهما، فالنصاب مائتا درهم، وفيه ربع العشر، وهو خمسة دراهم.
«وليس في أقل من مائتي درهم زكاة فإذا بلغت مائتي درهم وحال عليها الحول ففيها خمسة دراهم لحديث عمرو بن حزم رضي الله تعالى عنه عن رسول الله ﷺ أنه قال في الورقة ليس فيها صدقة حتى تبلغ مائتي درهم فإذا بلغت مائتي درهم ففيها خمسة دراهم».

### الزائد على النصاب
تجب الزكاة في الذهب والفضة عند بلوغ النصاب، ونصاب الذهب عشرون مثقالا، وفيه ربع العشر وهو نصف مثقال، ونصاب الفضة مائتا درهم، وفيها خمسة دراهم. فيما زاد بحسابه، فلو زاد الذهب عن عشرين مثقالا؛ ففي العشرين: مثقال، وفي الزائد، قليلا أو كثيرا ربع العشر، ففي ثلاثين مثقالا: مثقال ونصف مثقال، والزائد عن النصاب عشرة مثاقيل، والواجب فيها ربع العشر، وهو نصف مثقال. وهكذا في مائتي درهم فضة خمسة دراهم، وفيما زاد بحسابه، فيه ربع العشر، ففي أربعمائة درهم: عشرة دراهم؛ لأن الأربعمائة إن قسمت على عشرة؛ فالناتج: (أربعون)، وربع الأربعين (عشرة)، وهو ربع العشر. ومعنى هذا أن الزائد إن كان يسيرا، كمائتي درهم، ونصف درهم؛ ففي المائتين خمسة دراهم، وفي نصف درهم: ربع عشر الدرهم.
قال في المبسوط:
«وفي قول أبي حنيفة رضي الله تعالى عنه وهكذا في كل أربعين درهما درهم وهو قول عمر بن الخطاب رضي الله تعالى عنه، وقال أبو يوسف ومحمد والشافعي يجب في الزيادة بحساب ذلك قل أو كثر حتى إذا كانت الزيادة درهما ففيها جزء من أربعين جزء من درهم وهو قول علي وابن عمر وإبراهيم النخعي».
واحتج أبو حنيفة بحديث: «عمرو بن حزم أن رسول الله ﷺ قال: «وفي كل مائتي درهم خمسة دراهم خمسة دراهم، وفي كل أربعين درهما درهم» ولم يرد به في الابتداء فعلم أن المراد به بعد المائتين، وفي حديث معاذ رضي الله تعالى عنه «أن النبي ﷺ قال له: "لا تأخذ من الكسور شيئا، وفي مائتي درهم خمسة دراهم فما زاد على ذلك ففي كل أربعين درهما درهم»».
ولأن نصب النصاب لا يكون إلا بالتوقيف ولم يشتهر الأثر باعتبار نصيب المائتين ثم اعتبار النصاب في الابتداء لحصول الغنى للمالك به ففي الزيادة المعتبرة زيادة الغنى، وذلك حاصل بالقليل والكثير.

## الأموال الزكوية
الأموال الزكوية أي: التي تجب فيها الزكاة، أو: بمعنى: الزكاة المفروضة فيما يملك من الأموال، بقدر معلوم يصرف في مصارف الزكاة للمستحقين.
والأموال جمع مال، والمال في اللغة: كل ما يتمول أو يملك، والأموال الزكوية مصطلح فقهي لتصنيف أجناس الأموال التي تجب فيها الزكاة. فالذي تلزم فيه الزكاة إما مال أو بدن، والمقصود بالبدن زكاة الفطر. والمقصود بالمال: ما عدا زكاة الفطر، من أجناس الأموال التي تجب فيها الزكاة، سواء كانت نقدا أو عرضا أو متقوما، وتكون الزكاة المفروضة في المال الزكوي في أموال مخصوصة حدد الشرع أعيانها، ومقادير نصابها، وقدر ما يجب إخراجه فيها. ويتضمن زكاة الحيوان، (الإبل والبقر والغنم، والخيل عند بعض العلماء)، وزكاة النبات أو المعشرات، (الزروع والثمار)، وزكاة النقد (الذهب والفضة)، وزكاة التجارة، والركاز والمعدن، والفلوس، والعملات المعدنية والورقية، وزكاة الحلي على تفصيل فيه. والمال في اللغة: ما له قيمة، أو ما يملك من جميع الأشياء، قال ابن الأثير: المال في الأصل ما يملك من الذهب والفضة ثم أطلق على كل ما يقتنى ويملك من الأعيان، وأكثر ما يطلق المال عند العرب على الإبل لأنها كانت أكثر أموالهم. ومال الزكاة بالمعنى الشرعي أي: الذي تجب فيه الزكاة هو: الذي يملك من الأموال التي حددها الشرع من النقد والعرض والمواشي والنبات، بمعايير مخصوصة. ذكر في البحر الرائق ما روي عن محمد بن الحسن أن المال: كل ما يتملكه الناس من نقد وعروض وحيوان وغير ذلك، إلا أنه يتبادر في العرف من اسم المال: النقد أي: الذهب والفضة، والعروض. وذكر ابن عابدين في باب زكاة المال: أن المراد بالمال: غير السائمة لأن زكاتها غير مقدرة به.
وجاء في القرآن: ﴿خُذْ مِنْ أَمْوَالِهِمْ صَدَقَةً تُطَهِّرُهُمْ وَتُزَكِّيهِمْ بِهَا وَصَلِّ عَلَيْهِمْ إِنَّ صَلَاتَكَ سَكَنٌ لَهُمْ وَاللَّهُ سَمِيعٌ عَلِيمٌ ۝١٠٣﴾ [التوبة:103] بمعنى: خذ يا محمد منهم صدقة، ويدل اللفظ بعمومه على وجوب أن يأخذ من أموالهم ولا يكون وجوب الأخذ إلا فيما هو واجب، قال الشافعي: «وإنما أمره أن يأخذ منهم ما أوجب عليهم». وقد كان نزول الآية في توبة الذين خلطوا عملا صالحا وآخر سيئا، لكن العبرة بعموم اللفظ لا بخصوص السبب. ذكر ابن كثير في تفسير الآية: أن الخطاب عام، وغير مقصور على أولئك الذين أخذت منهم الصدقة في العصر النبوي.

### الأموال التي تجب فيها الزكاة
تجب الزكاة في أنواع مخصوصة من الأموال وهي: زكاة الأنعام الإبل والبقر والغنم (الضأن والماعز) وبعض العلماء أوجبها في الخيول. وزكاة النقد وهو: الذهب والفضة سواء كان مضروبا أو غير مضروب كالسبائك وغيرها، إلا الحلي المباح منهما، حيث اختلف العلماء في زكاة الحلي المباح من الذهب والفضة. وزكاة النبات أو المعشرات: زكاة الزروع، وزكاة الثمار. وزكاة المعدن، وزكاة الركاز، وزكاة التجارة. وتجب الزكاة في العملات المعدنية والورقية، باتفاق العلماء في الفتاوى الرسمية المعاصرة، إذا راج التعامل بها، وكانت ذات قيمة مالية مضمونة؛ لأنها في العصر الحديث حلت محل عملة الذهب والفضة فأعطيت حكمها حتما؛ لئلا يتعطل حكم زكاة المال.
| - زكاة النعم. - زكاة الذهب والفضة. - زكاة التجارة. - زكاة الزروع. | - زكاة الثمار. - زكاة الركاز. - زكاة المعدن. - زكاة الحلي. |

### زكاة الأنعام

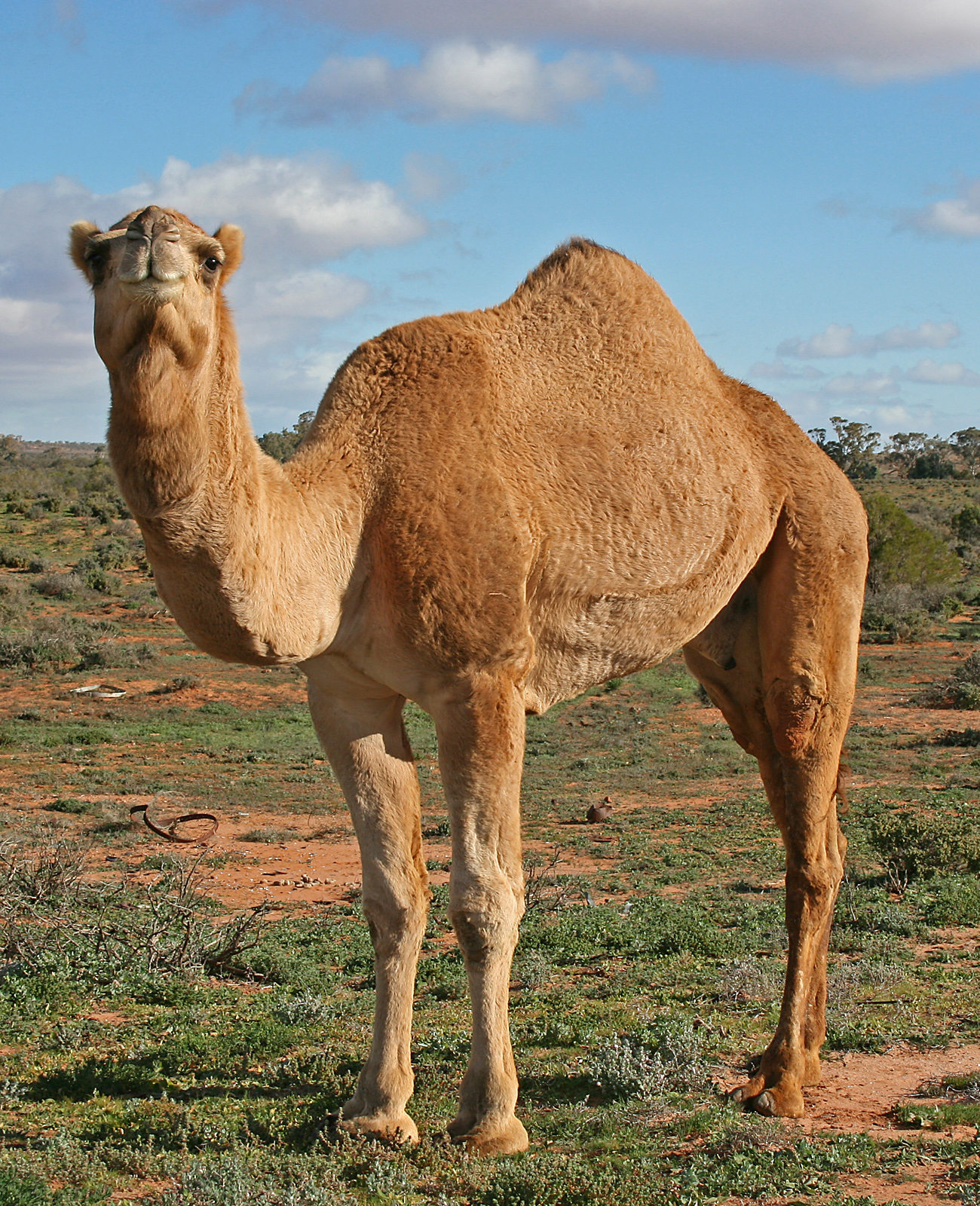
الإبل

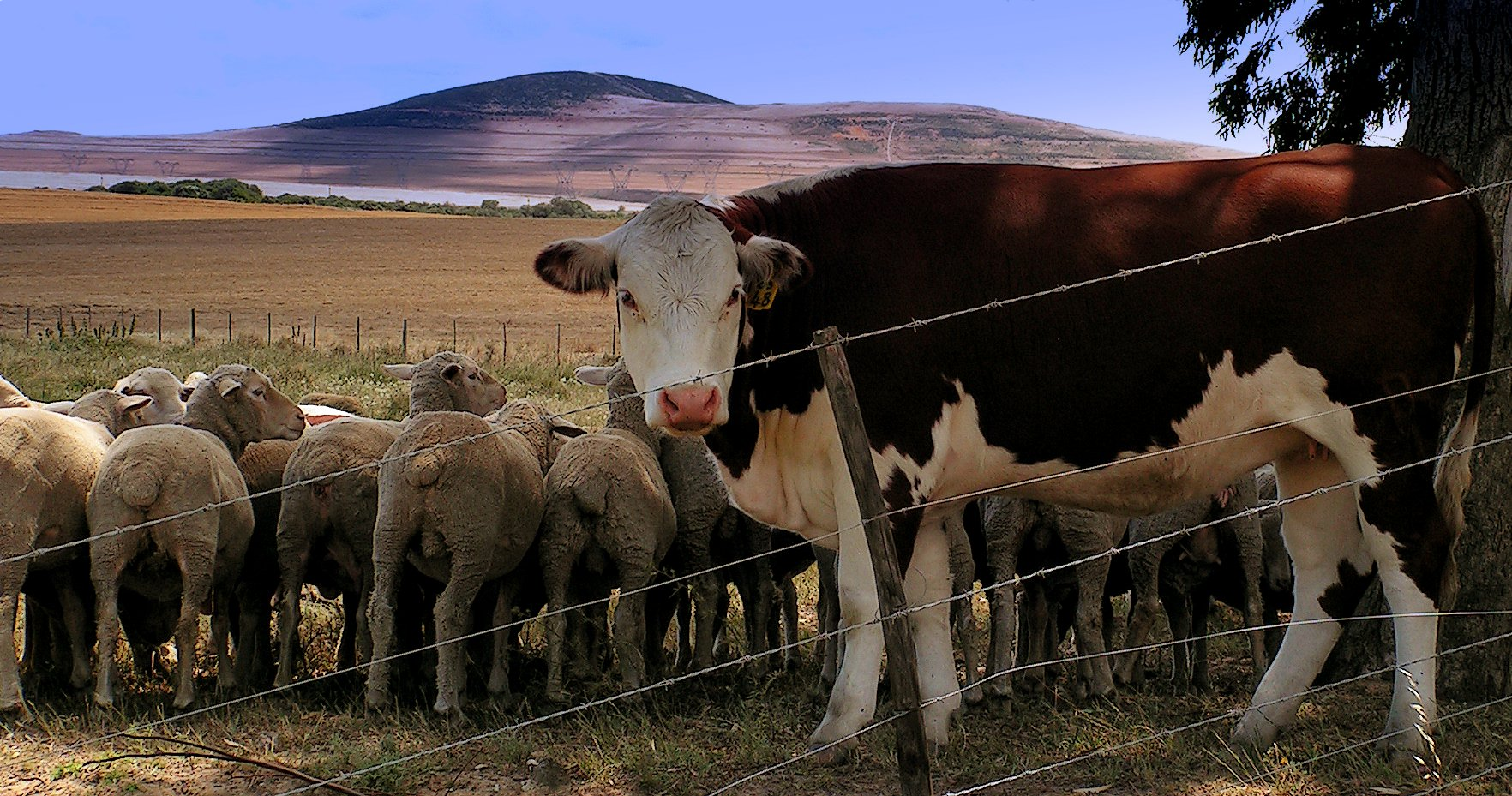
الخراف المحلية والأبقار (عجل) ترعى سوية في جنوب أفريقيا

زكاة الأنعام هي الزكاة في ثلاثة أجناس من المواشي وهي: الإبل والبقر والغنم (الضأن والماعز)، ويشترط في وجوب زكاة النعم: أن تكون سائمة، والسوم وهو: الرعي في كلئ مباح، مثل رعيها من مرعى موقوف أو مسبل أو أذن مالكه بالرعي فيه، أما إذا علفها مالكها بالإنفاق عليها من ماله جميع الحول أو معظمه؛ فلا تجب عليه الزكاة. وأن يحول عليها الحول وهو مرور عام كامل. وأن تبلغ نصابا. قال ابن عابدين: السائمة هي: الراعية، وشرعا: المكتفية بالرعي المباح في أكثر العام لقصد الدر والنسل، ذكره الزيلعي، وزاد في المحيط والزيادة والسمن ليعم الذكور فقط، لكن في البدائع لو أسامها للحم فلا زكاة فيها كما لو أسامها للحمل والركوب ولو للتجارة ففيها زكاة التجارة ولعلهم تركوا ذلك لتصريحهم بالحكمين فلو علفها نصفه لا تكون سائمة فلا زكاة فيها للشك في الموجب.

### زكاة الخيل

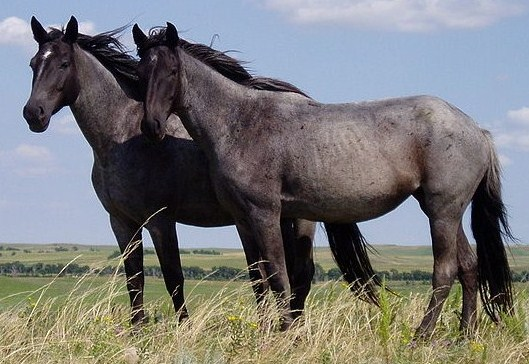

تجب الزَّكاةُ في الخيل عند أبي حنيفة، خلافا لجمهور الفقهاء القائلين بعدم وجوب الزكاة في الخيل، وحجتهم في ذلك ما ثبت في الصحيحين حديث: «ليس على المسلم في عبده ولا فرسه صدقة». وعند أبي حنيفة: إن كانت الخيل للتجارة؛ فتجب فيها زكاة التجارة سائمة كانت أو علوفة؛ لأنها من العروض، وإن لم تكن للتجارة وهي للحمل والركوب؛ فلا شيء فيها مطلقا، وإن كانت لغير الحمل والركوب؛ فإما أن تكون سائمة أو علوفة، فإن كانت علوفة؛ فلا شيء فيها، وإن كانت سائمة للدر والنسل، فإن كانت من أفراس العرب فصاحبها بالخيار إن شاء أعطى عن كل فرس دينارا، وإن شاء قومها وأعطى عن كل مائتين خمسة دراهم، «وهو مأثور عن عمر رضي الله عنه كما في الهداية، وإن لم تكن من أفراس العرب فإنها تقوم ويؤدي عن كل مائتين خمسة دراهم، والفرق أن أفراس العرب لا تتفاوت تفاوتا فاحشا بخلاف غيرها كما في الخانية». إن كانت الخيل ذكورا فقط، أو إناثا فقط؛ فعن أبي حنيفة روايتان، المشهور منهما عدم الوجوب، لكن رجح وجوبها في الإناث السائمة من الخيل، ولا تجب في الذكور، وفي التبيين الأشبه أن تجب في الإناث؛ لأنها تتناسل بالفحل المستعار، ولا تجب في الذكور لعدم النماء، ورجح قوله شمس الأئمة وصاحب التحفة وتبعهما في فتح القدير وذكر في الخانية أن الفتوى على قولهما وأجمعوا أن الإمام لا يأخذ منهم صدقة الخيل جبرا.
والصحيح أنه لا يشترط في الخيل بلوغ نصاب معين؛ لعدم النقل بالتقدير.

### زكاة النقد
زكاة النقد أو زكاة النقدين أي: الذهب والفضة، حيث تتعلق الزكاة بأصل الأثمان وهو: القدر الخالص من الذهب والفضة وتختلف أحكام الزكاة فيهما باختلاف بعض الخصائص. فالذهب والفضة جنسان زكويان، يتصفان بعدة خصائص. واختلاف أي منهما في النوعية، كالجودة والرداءة لا يؤثر في الزكاة، بل تتعلق الزكاة بالقدر الخالص منهما، ويزكى من نفس ذلك النوع جيدا كان أو رديئا. والذهب والفضة جنسان من المعادن يستخرجان من الأرض على هيئة تراب أو ما يسمى: تبرا ثم يصاغ إلى قطع نقدية أو حلي أو غير ذلك، وجنسهما الزكوي يشمل: التبر والسبائك والقطع النقدية، ومما يتعلق به وجوب الزكاة: ما يؤخذ منهما للاستعمال المنهي عنه، مثل: الأواني. وأما الحلي المتخذ للزينة؛ ففيه تفصيل: فإن كان للتجارة، أو للإقتناء (كنز المال)؛ فتجب فيه الزكاة، وإن كان التحلي به حراما مثل: الحلي للرجل؛ فتجب الزكاة فيه، وإن كان التحلي به مباحا مثل: الذهب والفضة الذي تتخذه المرأة للزينة المعتادة؛ فلا تجب فيه الزكاة إن كان بالقدر المعتاد المتعارف عليه، قليلا كان أو كثيراً، ما لم يبلغ حد الإسراف، وعند الحنفية تجب الزكاة فيه مطلقا.
النقد في اللغة: غير المؤجل، ويطلق على المنقود، أي: المضروب بمعنى: المعمول بالضرب على هيئة معدة للتعامل، ويسمى أثمانا جمع (ثمن)، وأصل كلمة نقد تستعمل لمعنى: الإعطاء، يقال نقدني الثمن أي: دفعه حالا من غير تأجيل، النقد أيضا بمعنى: المنقود الخالص غير المغشوش، ونقده ميز ما فيه من الصفات الحسنه وغيرها، ونقد الدرهم بمعنى: استخرج منه الشوائب، وميز فيه الجودة والرداءة. وتؤخذ كلمة نقد في الأصل من عمل الصيرفي في نقد الدراهم والدنانير في تمييز الخالص منها عما يشوبه.
والنقد بمعنى: (المال المنقود) في أصل كلام العرب هو المضروب من الذهب والفضة. والنقد بالمعنى الشرعي يطلق على: عين الذهب والفضة، فيشمل المضروب منهما وهو ما يسمى: (أثمانا)؛ لأنها تضرب لتكون ثمنا يدفع مقابل مبيع غالبا. وزكاة النقد بمعنى: الخالص من الذهب والفضة، وتسمى أيضا: (زكاة النقدين) وهما: الخالص من الذهب والفضة، فيشمل: المضروب منهما، وغير المضروب، فالمضروب هو المصوغ منهما على هيئة عملة نقدية ويسمى النقدان: أثمانا؛ لأنه يضرب ليكون منقودا، يتخذ ثمنا. وغير المضروب يشمل: التبر وهو: ما كان منهما قبل الصياغة على هيئة التراب، والمصوغ منهما مثل: السبائك، وغيرها.

### نصاب الذهب

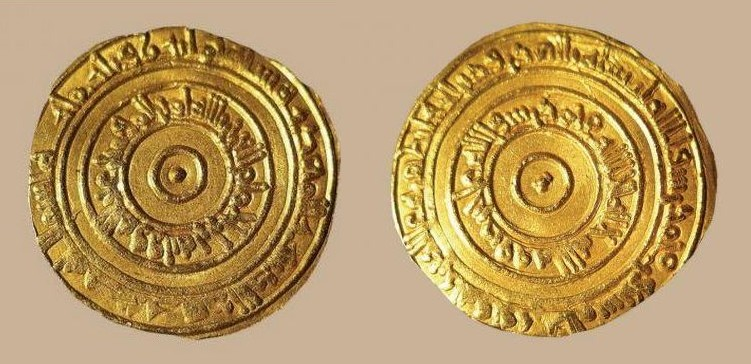
الدينار الفاطمي

نصاب الذهب عشرون مثقالا من الذهب الخالص، تحديدا بالإجماع، فمن ملك قدر النصاب أو أكثر؛ وجبت عليه الزكاة وإلا فلا. والقدر الواجب ربع العشر، ففي العشرين مثقالا يجب نصف مثقال، وفيما زاد بحسابه، فلو ملك مائة مثقال مثلا؛ فالواجب ربع عشرها، وهو اثنان ونصف في المائة، (12 %).

### زكاة الفضة

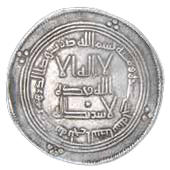
درهم فضي من الدولة الأموية، تم صكه بمدينة بلخ عام 111 هجرية، 729/730 م)

زكاة الفضة القدر الواجب إخراجه في الفضة إذا بلغ نصابا، وقدر نصاب الفضة هو: خمس أواق من خالص الفضة، وهو بالتحديد لا بالتقريب، ويدل على هذا خبر الصحيحين «ليس فيما دون خمس أواق من الفضة صدقة». والمقصود بالأوقية في الحديث: الأوقية الشرعية، وهي: أوقية مكة، التي اشتهر التعامل بها في العصر النبوي، وما بعده. وقدر الأوقية أربعون دهما من دراهم الفضة المضروبة في زمن خلافة عمر بن الخطاب، وقدر نصاب الفضة بالإجماع هو: بلوغ الخالص من الفضة قدر خمس أواق وهو ما يساوي: قدر مائتي درهم. وقدر الواجب ربع العشر، وهو بنسبة: (12  %).

### مقادير شرعية
والدرهم الشرعي هو الذي يكون كل عشرة دراهم منه تساوي سبعة مثاقيل. والمثقال وزن درهم وثلاثة أسباع درهم: (37 ) درهم، ولم يتغير في جاهلية ولا إسلام، والاعتبار بالدرهم الإسلامي الذي وزنه ستة دوانق، والعشرة سبعة مثاقيل، وكانت الدراهم في صدر الإسلام صنفين: سوداء زنة الدرهم منها ثمانية دوانق، وطبرية زنة الدرهم منها أربعة دوانق، فجمعهما بنو أمية وجعلوا الدرهم ستة دوانق. كما أن عمر ابن الخطاب في زمن خلافته، قام بضرب الدرهم الشرعي في سجستان.

### المثقال الشرعي
المثقال الشرعي هو معيار الوزن المحدد في الشرع بوزن مكة في زمن التشريع، وقدره اثنان وسبعون حبة شعير معتدلة بقص ما دق وطال منها، والمثقال المقصود به ما كان التعامل به في الإسلام وفي الجاهلية، حيث لم يتغير في الحالين، ووزن المثقال يساوي ديناراً شرعيا، والدينار الشرعي والمثقال كلاهما وزن واحد، لكن المقصود بالمثقال: معيار الوزن، والمقصود بالدينار: قطعة الذهب المضروب المعد للتعامل. ونصاب الذهب عشرون مثقالا من الذهب الخالص بالاتفاق تحديدا، وهي تساوي عشرين دينار من الذهب الخالص، وإذا لم يكن التعامل بالمثقال؛ فالنصاب وزن عشرين مثقالا بالموازين الأخرى، فما بلغ عشرين مثقالا تحديدا فهو النصاب. والموازين الأخرى ليست موازين شرعية لتحديد النصاب؛ لأنها تختلف باختلاف الأزمنة والأمكنة، بل الوزن بالمثقال هو المعيار الشرعي لتحديد الوزن في كل زمان ومكان، ويمكن وزن المثقال بالجرام المتعارف عليه في التعاملات، ولكن لا يكون هو المعيار الشرعي، فلا يكون أصلا لتحديد النصاب، بل يوزن الأصل وهو المثقال مقابل الجرام، وهذا يحتاج إلى متخصص ليبحث عن المثقال الشرعي نفسه، والحصول عليه بالبحث والتدقيق في التراث الإسلامي، ثم يقوم بوزن هذا المثقال بميزان جرام الذهب، ويكون هذا بواسطة هيئة شرعية متخصصة، وعن طريق دور الإفتاء في الدول الإسلامية. ويبلغ قدر نصاب الذهب بالجرام حسب فتوى دار الإفتاء المصرية: خمسة وثمانون جراما من الذهب الخالص،  وفي فتوى المملكة الأردنية الهاشمية خمسة وثمانون جراما،  وفي دول إسلامية أخرى نحوا من ذلك، وعلى كل الأحوال فوزن النصاب تحديد لا تقريب.

### زكاة الحلي

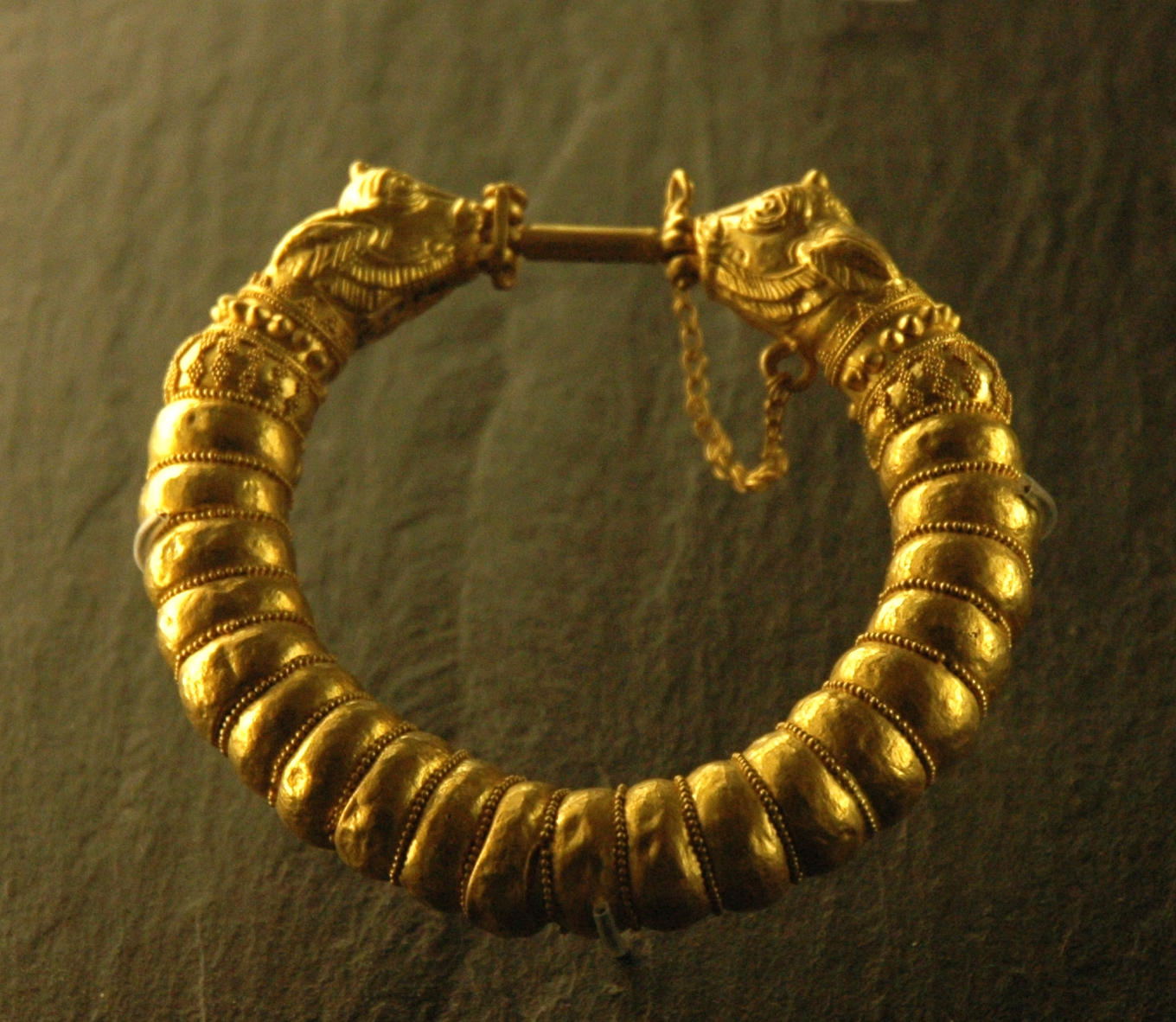
سوار ذهبي يعود إلى القرن الخامس قبل الميلاد عثر عليه في عمريت في سورية.

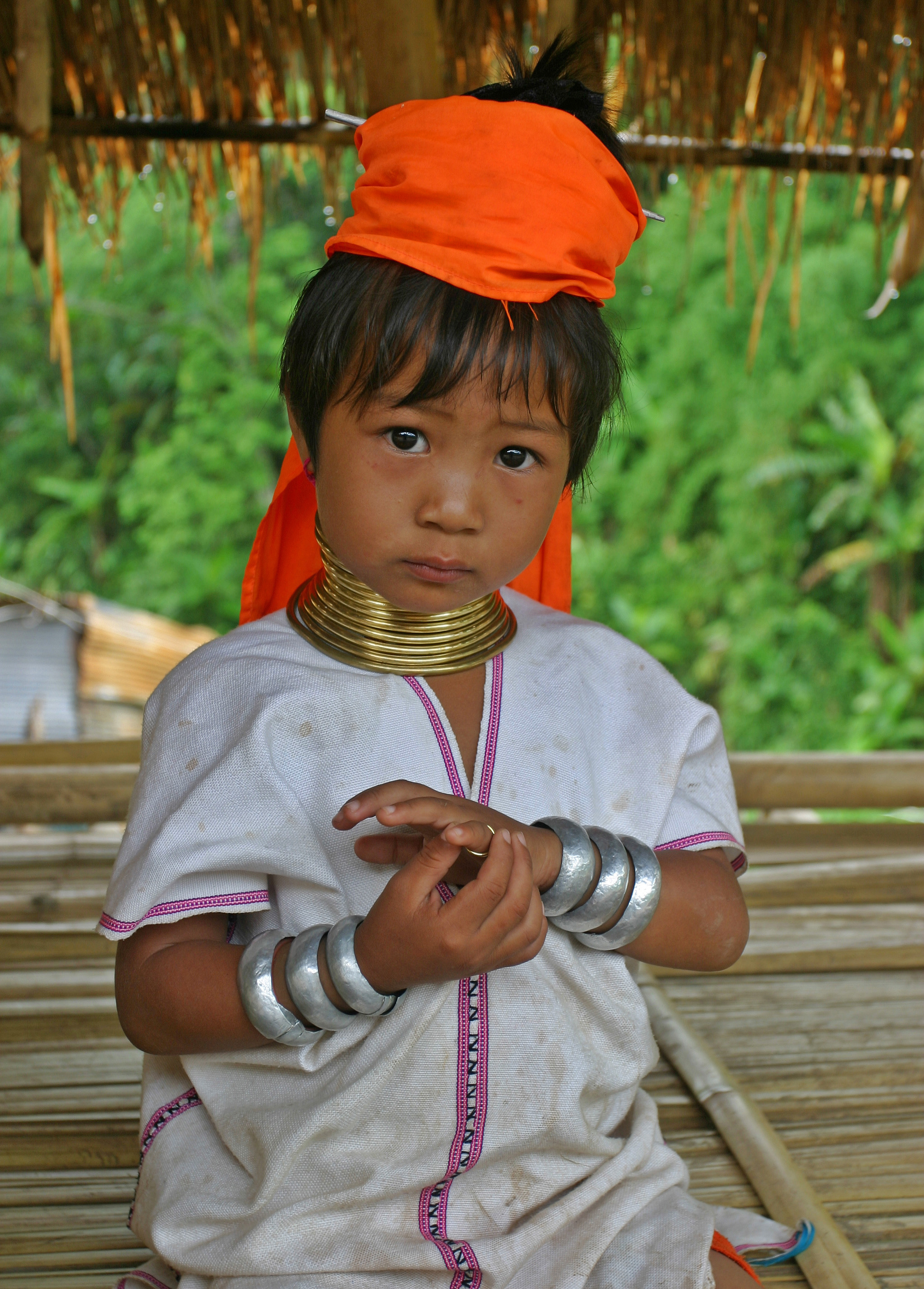
فتاة من تايلند الشمالية تتحلى بالمجوهرات الخشبية

زكاة الحلي أو زكاة المال المتعلقة بالحلي، وهو ما يتحلى به، وفي اصطلاح الفقهاء يراد به: ما يصاغ من الذهب والفضة على هيئة حلية، مثل: القرط والسوار والخلخال والقلادة والعقد والدملج وغير ذلك، المتخذ للاستعمال المباح، كالذي تستخدمه المرأة للتزين. فالمقصود بالحلي المباح: ما يملك من حلية الذهب والفضة بقصد الاستعمال المباح في الشرع الإسلامي، فالحلي من الذهب والفضة، كالعقد والسوار والوشاح وغيره، مما يستعمل للزينة، إذا كان مملوكا بقصد الاستعمال المباح، كالذي تستعمله المرأة للزينة، إن بلغ نصابا؛ فلا زكاة فيه عند مالك والشافعي وأحمد، ما لم يبلغ حد الإسراف، وقال أبو حنيفة بوجوب زكاته. أما إذا كان استعماله حراما مثل: تحلي الرجل بالذهب والفضة فإنه حرام وتجب فيه الزكاة. وإذا قصد بالحلي التجارة وجبت فيه الزكاة.
ولا زكاة في حلية من الأحجار الكريمة كالؤلؤ والمرجان، إلا إن كانت للتجارة.

### الأثمان
الأثمان جمع ثمن، وهو مقابل المثمن في البيع غالبا، أي: ما يعد ليدفع قيمة للمبيع، ويطلق على ما له قيمة مالية، سواء كان نقدا أو عرضا أو منفعة، وتطلق أيضا على عملة النقد. وفي الاصطلاح الشرعي هي: الذهب والفضة عموما، والمضروب منهما خصوصا. ويشترط في زكاة النقد أن يبلغ نصابا، ونصاب الذهب عشرون مثقالا من الذهب الخالص، وفيه ربع العشر، ففي عشرين مثقالا نصف مثقال. ونصاب الفضة خمس أواق، وكل أوقية أربعون درهما، فالنصاب مائتا دهم، وفيه ربع العشر، وهو خمسة دراهم. وفيما زاد بحسابه، وليس في أقل من مائتي درهم زكاة فإذا بلغت مائتي درهم وحال عليها الحول ففيها خمسة دراهم.

#### زكاة الفلوس
الفلوس في اصطلاح الفقهاء تطلق على مسمى متعارف عليه هو عبارة عن قطع معدنية مضروبة من غير الذهب والفضة، كالنحاس والصفر وغيره، ويمكن القول: أنها عملة معدنية ذات قيمة متدنية. وللفقهاء في وجوب الزكاة فيها تفاصيل، ففي قول: أنها كعروض التجارة فيما زكاته القيمة. وفي قول: هي أثمان ولا تزكى، وفي قول: إن كانت رائجة مطلقا، وفي قول: تجب فيها الزكاة إذا كانت أثمانا رائجة، أو للتجارة وبلغت قيمتها نصابا، ولا زكاة فيها إن كانت للنفقة، وعلى القول باعتبارها سلعة فتزكى إذا بلغت قيمتها نصابا وهي رائجة، وإن كانت للتجارة: قومت كعروض التجارة.

### العملات المعدنية والورقية
عملة النقد أو العملة النقدية في العرف العام هي: المعمول على هيئة عملة نقدية إذا كان لها قيمة مالية، وكلمة عملة مأخوذة من التعميل وهو ضرب المنقود في معامل مخصصة للضرب وفق معايير محددة، للضرب أي: التعميل (سك العملة المعدنية). وتطلق العملة في العرف على العملة المعدنية، ثم على ما يشمل العملة الورقية، بعد استحداثها في العصور الأخيرة. وأما العملة بالمعنى الشرعي؛ فلا تطلق إلا على المضروب من الذهب والفضة؛ لأن النصوص الشرعية حددت الأثمان بالذهب والفضة؛ لأنهما أصل جميع الأثمان وقيمتهما في ذاتهما، ولا تتغير عينهما بالتداول ولا بتغير الزمان والمكان. والعملات النقدية في العرف العام إما أن تكون مضروبة من أصل الأثمان وهو الذهب والفضة، وهي العملة الشرعية، سواء كانت على هيئة دينار الذهب، ودرهم الفضة، أو على هيئات أخرى، وإما أن تكون مضروبة من معادن أخرى كالنحاس، على هيئة قطع معدنية، أو ما كان يسمى فلوسا، وإما أن تكون عملة ورقية، وهي المطبوعة على هيئة عملة ورقية.

#### القيمة المالية
القيمة المالية هي الثمن في مقابل المثمن، كالسلعة وقيمتها، وكلمة: مثمن بمعنى: الشيء الذي له قيمة مالية، مثل: عروض مال التجارة، أو الأعيان الزكوية مثل: المعشرات وسائمة النعم، وغير ذلك مما يملك ويكون متمولا أي: له قيمة مالية. والقيمة المالية أو الثمن هي: النقد وهو في الاصطلاح الشرعي: الذهب والفضة، فإن كان لكل ما يتمول قيمة مالية؛ فإن الذهب والفضة هو القيمة المالية نفسها. فالقيمة المالية للذهب والفضة ذاتية أي: أن الذهب والفضة كل واحد منهما قيمة مالية يضمن نفسه بنفسه في كل حال، ولا تتلف قيمته بتغير الأحوال، وإذا تعارف الناس على قيمة مالية بديلة من غيرهما، مثل: العملة الورقية، أو المعدنية، أو الشيكات أو غير ذلك فهي قيمة شكلية؛ لأنها لا تكون مضمونة بنفسها، ولا تتمتع بخصوصية الذهب والفضة، فالعملة الورقية مثلا إذا تَفتَّتَتْ وصارت عجينة ورق، عادت إلى أصلها وهو الورَق، وفقدت قيمتها المالية، بخلاف دينار الذهب، أو درهم الفضة مثلا فلو تَفتَّتَ أو تحول إلى عجينة معدنية، فإنه يعود إلى أصله وهو الذهب والفضة، ولا يفقد بذلك قيمته المالية.

#### الحكم
العملات المالية إما أن تكون من الذهب أو من الفضة فإن كانت منهما وبلغ الخالص منهما نصابا؛ ففيهما زكاة الذهب في الذهب، وزكاة الفضة في الفضة، وقدر الواجب في كل منهما ربع العشر، مهما بلغ. وإن كانت العملة من غير الذهب والفضة حسب ما هو متعارف عليه من العملات الورقية، أو المعدنية؛ فتجب فيها الزكاة باتفاق العلماء في العصور الحديثة؛ لأنها حلت بالفعل مكان الذهب والفضة في عموم التعاملات؛ ولأنها أصبحت مالا يمكن به تبادل المنافع، وهذه العملات المتعارف عليها مضمونة بضمانة الدول، ويمكن لمالكها استبدالها بالذهب والفضة، كدليل فعلي على ضمانها. وتعد هذه العملات من الناحية الشرعية بمنزلة السلعة، وزكاتها بالتقويم مثل زكاة التجارة، أي: أنها تقوم بالذهب أو بالفضة بحسب الغالب منهما في البلد، فإن بلغت قيمتها نصابا وجبت الزكاة، وتحديد ما إذا كان التقويم بالذهب أو بالفضة يرجع إلى ما هو غالب في التعامل، ويمكن تحديد ذلك من خلال جهات الإفتاء الرسمية.

### زكاة التجارة
زكاة التجارة أو زكاة عروض التجارة نوع من أنواع الأموال التي تجب فيها الزكاة، وعرفها علماء الفقه بأنها: تقليب المال لغرض الربح. وتجب زكاة مال التجارة عند آخر الحول، بتقويمها بما اشتريت به من النقدين (الذهب والفضة)، فإذا بلغ نصابا؛ وجب إخراج ربع العشر منه، ودفع زكاة مال التجارة وبذله للمستحقين فرض شرعي لا بد منه، وهو سبب من أسباب حصول البركة في المال، ونمائه، ومضاعفة الأجر، كما أن عدم إخراج الزكاة الواجبة من أسباب الإثم، وذهاب البركة، وهلاك المال.

### المعشرات

#### زكاة الزروع

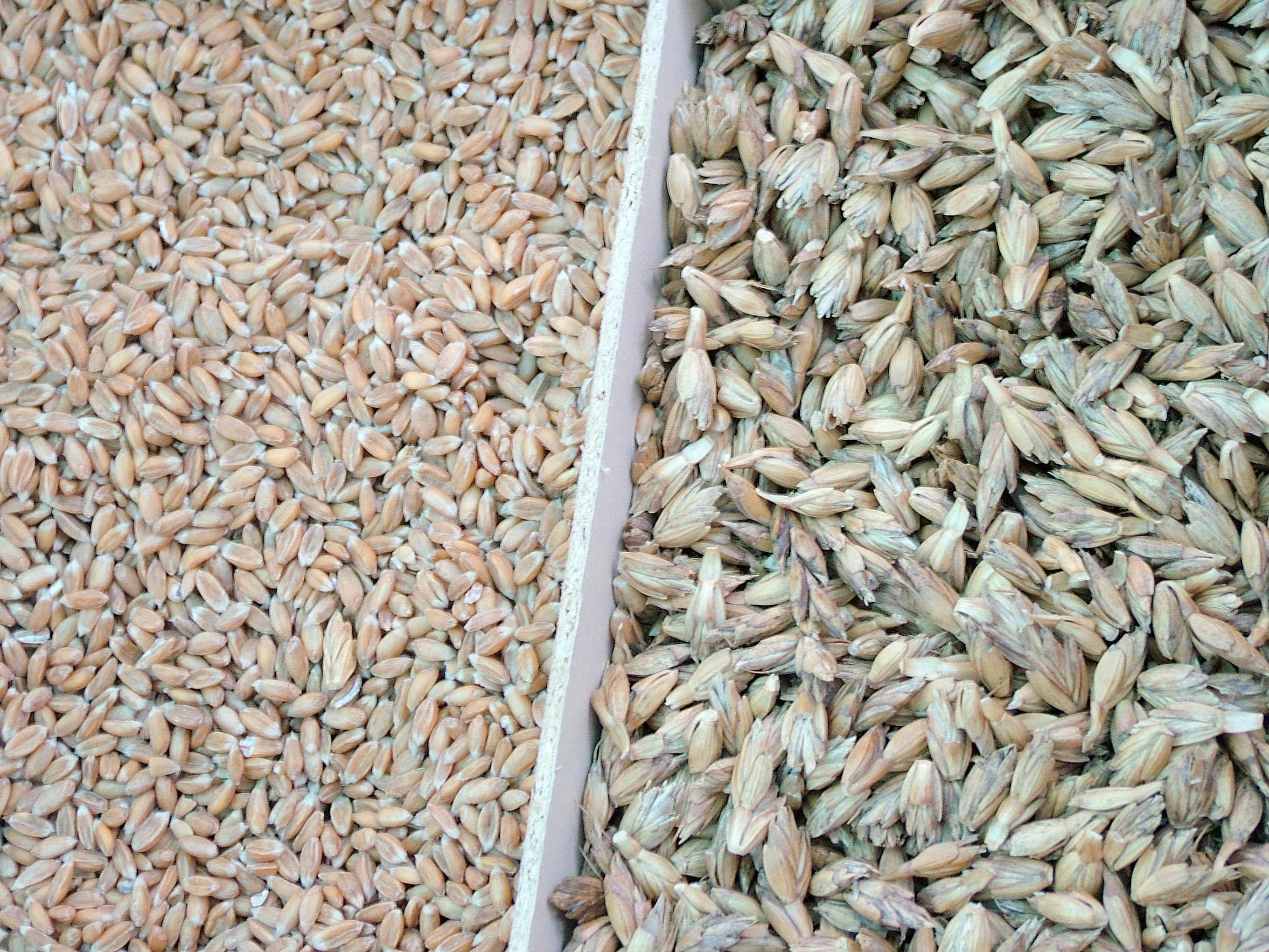
الحنطة بالقشر

زكاة الزروع نوع من أنواع الأموال التي تجب فيها الزكاة، وهو النابت من الأرض من المزروعات، إذا بلغت نصابا وهو خمسة أوسق، نقية لا قشر عليها. وهي في الشعير والبر بالإجماع، وعند الشافعية في كل الأقوات المدخرة، مثل: الشعير والبر والذرة وغيرها، وتجب زكاة الزروع في كل ما يقتاته الإنسان حال الاختيار، مما يمكن ادخاره، كالشعير والحنطة والأرز وغيره. قال الماوردي: مذهب الشافعي أن الزكاة واجبة فيما زرعه الآدميون قوتا مدخرا، وبه قال الأئمة الأربعة. وعند المالكية في أجناس مخصوصة، قال ابن عرفة: يدخل فيه ثمانية عشر صنفا: القطاني السبعة، والقمح، والسلت، والشعير، والذرة، والدخن، والأرز، والعلس، وذوات الزيوت الأربع الزيتون والسمسم والقرطم وحب الفجل. وعند الحنفية تجب في كل ما تنبته الأرض. ونصاب الزروع خمسة أوسق، والوسق شرعا ستون صاعا، والصاع أربعة أمداد نبوية (بكيل المدينة). والنصاب كيلا ثلاثمائة صاع كل صاع أربعة أمداد ووزنا ألف وستمائة رطل بغدادي والرطل البغدادي: مائة وثمانية وعشرون درهما مكيا كل درهم منها خمسون وخمسا حبة من مطلق أي: متوسط الشعير.

#### الثمار

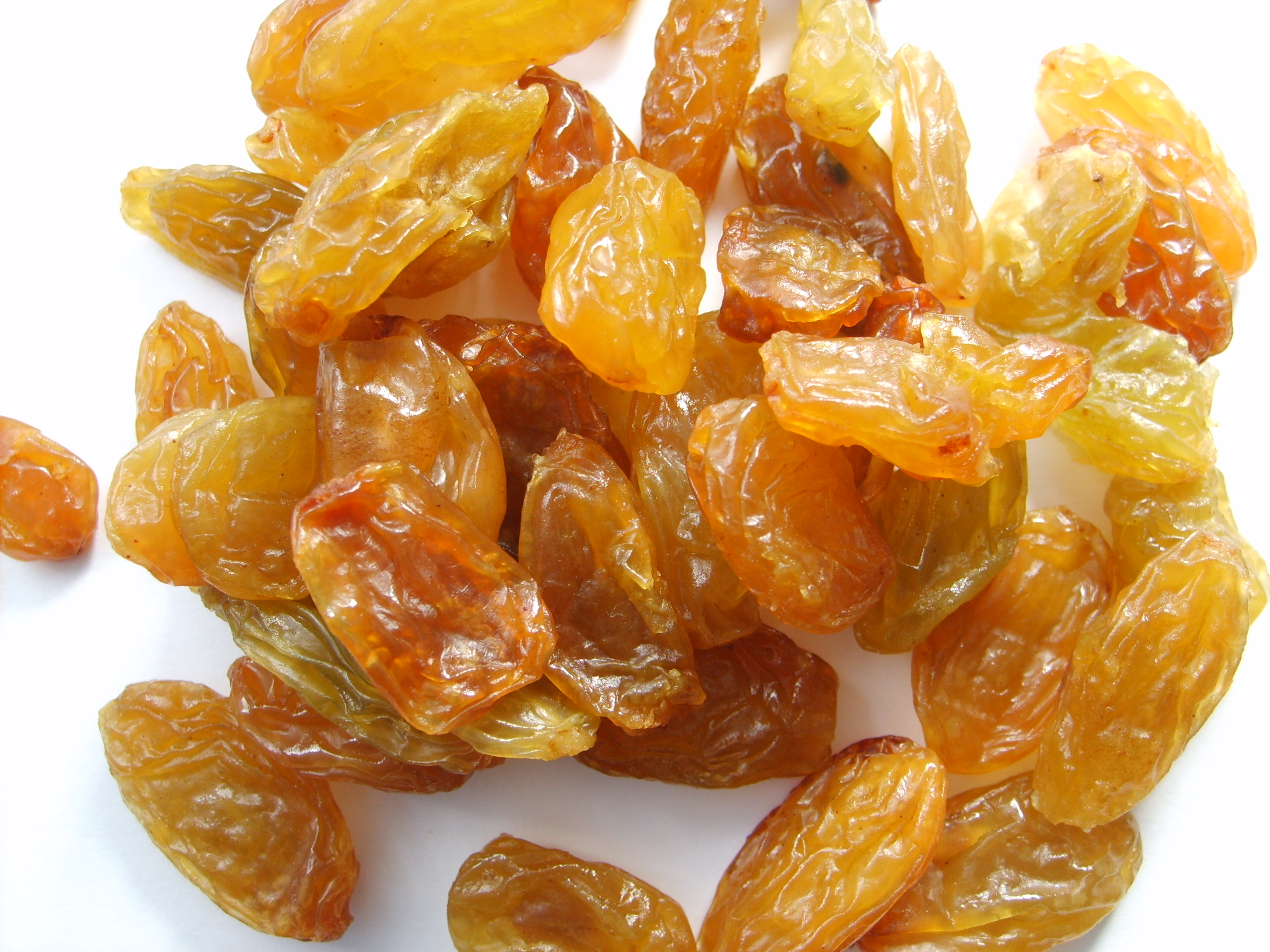
الزبيب السلطاني

زكاة الثمار أحد أنواع زكاة المال، وتجب زكاة الثمار في نوعين هما: التمر والزبيب، حال الكمال وهو: الجفاف. وتجب زكاة كل منهما ببلوغهما نصابا وهو: خمسة أوسق لا قشر عليها، وقدر الزكاة الواجب إخراجها فيهما: إن سقيت بماء المطر، أو السيح، أي: بغير كلفة؛ ففيها العشر، وإن سقيت بكلفة كالسقاية بالنضح أو غيره؛ ففيها نصف العشر. روى الشافعي بسنده «عن أبي سعيد الخدري أن رسول الله ﷺ قال: "ليس فيما دون خمسة أوسق من التمر صدقة"». قال الماوردي: الأصل في وجوب الزكاة في الثمار الكتاب والسنة والإجماع، فأما الكتاب فقوله تعالى: ﴿يَا أَيُّهَا الَّذِينَ آمَنُوا أَنْفِقُوا مِنْ طَيِّبَاتِ مَا كَسَبْتُمْ وَمِمَّا أَخْرَجْنَا لَكُمْ مِنَ الْأَرْضِ وَلَا تَيَمَّمُوا الْخَبِيثَ مِنْهُ تُنْفِقُونَ وَلَسْتُمْ بِآخِذِيهِ إِلَّا أَنْ تُغْمِضُوا فِيهِ وَاعْلَمُوا أَنَّ اللَّهَ غَنِيٌّ حَمِيدٌ ۝٢٦٧﴾ [البقرة:267] وفي هذا دلالة على أن المراد بالنفقة الصدقة التي يحرم إخراج الخبيث فيها، ولو لم يرد الصدقة لجاز إخراج خبيثها وطيبها. قال تعالى: ﴿وَهُوَ الَّذِي أَنْشَأَ جَنَّاتٍ مَعْرُوشَاتٍ وَغَيْرَ مَعْرُوشَاتٍ وَالنَّخْلَ وَالزَّرْعَ مُخْتَلِفًا أُكُلُهُ وَالزَّيْتُونَ وَالرُّمَّانَ مُتَشَابِهًا وَغَيْرَ مُتَشَابِهٍ كُلُوا مِنْ ثَمَرِهِ إِذَا أَثْمَرَ وَآتُوا حَقَّهُ يَوْمَ حَصَادِهِ وَلَا تُسْرِفُوا إِنَّهُ لَا يُحِبُّ الْمُسْرِفِينَ ۝١٤١﴾ [الأنعام:141] «عن جابر وابن عمر أن رسول الله ﷺ قال: "ما سقت السماء ففيه العشر، وما سقي بنضح أو غرب فنصف العشر"». ومذهب الجمهور: تجب زكاة الثمار في التمر والزبيب، ولا تجب في غيرهما، وعند الحنفية: تجب في جميع أنواع الثمار.

### زكاة الركاز
زكاة الركاز الركاز هو دفين الجاهلية، الركاز المال المدفون لكن حصره الشافعية فيما يوجد في أرض موات، وهي التي لم يجر عليها ملك لمسلم، بخلاف ما إذا وجده في طريق مسلوك أو مسجد فهو لقطة، وإذا وجده في أرض مملوكة فإن وجده مالك الأرض الذي وجده فهو له، وإن كان غيره فإن ادعاه المالك فهو له وإلا فهو لمن تلقاه عنه إلى أن ينتهي الحال إلى من أحيا تلك الأرض. قال الشافعي: والركاز الذي فيه الخمس دفن الجاهلية ما وجد في غير ملك لأحد. وخصه الشافعي أيضا بالذهب والفضة، وقال الجمهور: أنه لا يختص بالذهب والفضة، واختاره ابن المنذر.428 الفتح. ومعنى الركاز هو: المدفون في الأرض من زمن الجاهلية، أي: قبل ظهور الدين الإسلامي، ويعرف بعلامات تدل على ذلك، على أن يكون من قبل زمن ظهور الإسلام، ويختص الركاز بكونه لا يعرف مالكه، وكونه مستخرجا من باطن الأرض بلا معالجة، وهو قول جمهور الفقهاء، خلافا لأبي حنيفة القائل: أن المعادن المستخرجة من الأرض تدخل ضمن الركاز، واستدل باستعمال ذلك في كلام العرب، وفرق الجمهور بينهما بالقول: أن المعدن يستخرج بعمل وكلفة ففيه الزكاة، أما دفين الجاهلية من الذهب والفضة، ففيه الخمس حالا؛ لسهولة الحصول عليه أي: بغير عمل ولا معالجة، ويؤيد قول الجمهور حديث: «والمعدن جبار، وفي الركاز الخمس.» حيث وقع التفريق بين المعدن وبين الركاز بواو العطف، فالمعدن هو ما يحتاج في استخراجه إلى عمل ومجهود، وأما الركاز فهو ما يوجد من مال مدفون من زمن الجاهلية، ولا يحتاج في استخراجه إلى كلفة ومشقة. وقدر الواجب إخراجه هو الخمس منه: 15
روى البخاري في صحيحه قال: «عن أبي هريرة رضي الله عنه أن رسول الله ﷺ قال: "العجماء جبار والبئر جبار والمعدن جبار وفي الركاز الخمس.» 
ومذهب الجمور أنه لا يشترط في الركاز بلوغ النصاب، بل يجب إخراج الخمس في قليله وكثيره، وهو قول الشافعي في القديم كما نقله ابن المنذر واختاره، وأما الجديد فقال: لا يجب فيه الخمس حتى يبلغ نصاب الزكاة، ومقتضى ظاهر الحديث وجوب الخمس في قليله وكثيره. قال البخاري: «وقال مالك وابن إدريس: الركاز دفن الجاهلية في قليله وكثيره الخمس وليس المعدن بركاز وقد قال النبي ﷺ في المعدن جبار، وفي الركاز الخمس.»
ومصرف الركاز عند مالك وأبي حنيفة والجمهور: مصرفه مصرف خمس الفيء، واختياره المزني، وقال الشافعي في أصح قوليه: مصرفه مصرف الزكاة، وعن أحمد روايتان. ومذهب الجمهور أن الواجب في الركاز فيه يلزم إخراجه حالا، أي: أنه لا يشترط فيه مرور حول، بل يلزم إخراج زكاته على الفور. 428 فتح

### زكاة المعدن
المعدن مأخوذ من عدن الشيء في المكان إذا أقام فيه والعدن الإقامة، والمعدن يشمل: الذهب والفضة وغيرهما، كالنحاس وغيره من المعادن المستخرجة من الأرض. ولا تجب الزكاة في المعادن إلا في الذهب والفضة. قال الشافعي : «ولا زكاة في شيء مما يخرج من المعادن إلا ذهبا أو ورقا». وتجب الزكاة في جنسين من المعدن المستخرج من باطن الأرض، هما: (الذهب والفضة)، وهو مذهب الجمهور. وقال أبو حنيفة: الزكاة واجبة في كل ما انطبع منها كالصفر والنحاس، دون ما لا ينطبع من الذائب والأحجار استدلالا بحديث «وفي الركاز الخمس.» قال الماوردي أن المعدن الذي تجب فيه الزكاة مخصوص بالذهب والفضة، واستدل على ذلك بأن كل ما لا يتكرر وجوب الزكاة في عينه لم تجب فيه الزكاة، إذا أخذ من معدنه كالكحل والزرنيخ، ولأن كل ما لو ورثه، لم تجب فيه الزكاة فوجب إذا استفاده من المعدن أن لا تجب فيه الزكاة كالنفط والقير، ولأنه مقوم مستفاد من المعدن، فوجب أن لا يجوز فيه الزكاة كالياقوت والزمرد.